# Муса, Зане
Зане Муса (родился 23 сентября 1968 года) — южноафриканский футболист, выступавший на позиции полузащитника. Муса играл в футбол в ЮАР и Саудовской Аравии за «Витс Юниверсити», «Мамелоди Сандаунс», «Авендейл Атлетико», «Аль-Ахли Джидда» и «Кайзер Чифс», он также сыграл пять матчей за сборную ЮАР между 1992 и 1996 годами.

## Биография
Муса родился в Марабастаде, Претория. У его родителей были индийские корни, семья исповедовала ислам. Из-за этого Муса часто страдал от притеснений на расовой и религиозной почве.
Он начал играть в футбол ещё ребёнком в местной команде из Лаудиума; его навыки были замечены тренером клуба «Витс Юниверсити», в то время Муса ещё учился. После получения образования он был переведён в первую команду, а в 1986 году 17-летний Муса дебютировал на профессиональной футбольной арене.
Известный своим мастерством и скоростью, он завоевал две индивидуальные награды чемпионата: в 1990 году он стал футболистом года, а также игроком года по версии футболистов. Муса также был вызван в сборную ЮАР, за которую дебютировал в 1992 году.

Сыграв пять матчей за ЮАР между 1992 и 1996 годами, Муса вспоминал с любовью дни, проведённые в национальной команде: 
Получить вызов в сборную — конечная цель для любого игрока. Это была большая честь и опыт, которым я всегда буду дорожить.
 Звёздный полузащитник, однако, намекнул, что его международная карьера на самом деле оставляла желать лучшего. Футболист уверен, что не смог в полной мере воспользоваться своим потенциалом, хотя он выиграл с командой Кубок африканских наций 1996.